# Кевін Кук (тенісист)
Кевін Кук (англ. Kevin Cook; нар. 21 січня 1957) — колишній американський тенісист.
Найвищу одиночну позицію світового рейтингу — 396 місце досяг 4 січня 1982 року.

## Фінали ATP Челленджер

### Парний розряд: 1 (0–1)
| Ранг    | Результат | Дата     | Турнір                          | Покриття | Партнер    | Суперники                | Рахунок       |
| ------- | --------- | -------- | ------------------------------- | -------- | ---------- | ------------------------ | ------------- |
| Поразка | 1.        | Кві 1981 | Сан-Луїс-Потосі (штат), Мексика | Ґрунт    | Річ Ендрюс | Бред Дрюетт Джордж Гарді | 7–5, 3–6, 6–7 |